# Anwar Afzal
Mohammad Anwar Afzal (en dari : محمد انور افضل) (né en 1926 à Kandahar dans le Royaume d'Afghanistan) est un footballeur international afghan qui évoluait au poste d'attaquant et milieu de terrain.

## Biographie

### Carrière en sélection
Avec l'équipe d'Afghanistan, il participe aux Jeux olympiques de 1948. Lors du tournoi olympique organisé à Londres, il joue un match contre le Luxembourg (défaite 6-0).